# NGC 2643
NGC 2643 is een niet-bestaand object in het sterrenbeeld Kreeft. Het hemelobject werd op 30 oktober 1864 ontdekt door de Duitse astronoom Albert Marth.